# Danilo Di Luca
Danilo Di Luca(Spoltore,2 de janeiro de 1976) é um ciclista italiano,atualmente aposentado. Foi campeão do Giro d'Italia de 2007,mas também é conhecido por vários casos positivos de dopping.O último dos casos resultou no banimento definitivo do esporte.

## Biografia
Di Luca é um corredor bastante completo, destacando-se em clássicas acidentadas e na montanha. Tem como grande triunfo a vitória no Giro d'Italia 2007, e também já ganhou várias clássicas de categoria mundial, como a Amstel Gold Race, Liège-Bastogne-Liège e Fleche Wallonne.
Em 2009 ficou segundo no Giro, atrás de Denis Menchov. Contudo viria-se a descobrir que Di Luca tinha utilizado substancias dopantes durante o Giro. Graças a isto Di Luca viria a ser suspendido pela UCI por 2 anos.
Equipas que representou
- Cantina Tollo (1999 - 2001)
- Saeco (2003 - 2004)
- Liquigas-Bianchi (2005)
- Liquigas (2006 - 2007)
- L.P.R. Brakes (2009)